# Opóźnienia polityki
Opóźnienia polityki, opóźnienia oddziaływania polityki – koncepcja monetarystów krytyczna wobec poglądów keynesistów. Spadkobiercy Johna Maynarda Keynesa uważali, że niedostosowanie się rynków wynika z ustalania cen z wyprzedzeniem, co jest skutkiem niewystarczających informacji na temat przyszłych warunków. Ponadto ich zdaniem rządy powinny walczyć ze skutkami tych usztywnień. Z kolei monetaryści przekonują, że najlepsza polityka w takim wypadku, to pozostawienie niewłaściwych cen podmiotom gospodarującym, które w końcu rozpoznają błędne zjawisko i podejmą odpowiednie kroki, by zaradzić sytuacji. Jeśli bowiem głównym problemem jest niepewność, to rządy mogą się przyczynić do poprawy sytuacji, w ogóle nie ingerując i nie pogarszając status quo. Wynika to z założenia, że rząd nie ma przewagi informacyjnej nad sektorem prywatnym.
Wskazywanie na braki polityki nie tyczy się jednak tylko problemu przewagi informacyjnej sektora rządowego. Milton Friedman w jednym ze swoich esejów w polityce gospodarczej wyróżnia nie tylko opóźnienia rozpoznania, czyli czas potrzebny do samego podjęcia jakichś działań i obrania jakieś linii politycznej, ale także opóźnienia decyzji, czyli zwłoka uwarunkowana określaniem danej polityki. Ponadto może być ono skorelowane z opóźnieniem realizacji, czyli przedarciem się przez wszystkie bariery biurokratyzacji oraz formalizacji, jako że ministerstwa muszą sporządzić odpowiednie projekty, a parlamenty uchwalić właściwe akty prawne. Następnie może minąć kilka miesięcy zanim złagodzenie lub zaostrzenie oddziaływania takich czynników jak warunki rynku pieniężnego czy zmiany kursu walutowego wywrze jakikolwiek wpływ na realną politykę gospodarczą, co możemy określić jako opóźnienie skuteczności.

## Konsekwencje opóźnień
Obserwacje ścieżki produktu bez interwencji rządu będą tworzyć linię ciągłą, podlegającą wahaniom koniunkturalnym. Według doskonałego wzorca polityki należy wówczas zacząć pobudzanie gospodarki w pobliżu szczytowego punktu cyklu, czyli przy wierzchołku sinusoidy koniunkturalnej. Z powodu wymienionych opóźnień oddziaływania polityki wywarłaby ona wpływ na gospodarkę w początkach recesji, co skutkowałoby poprawą sytuacji w najodpowiedniejszym po temu okresie. Analogicznie wprowadzanie polityki hamowania wzrostu byłoby najbardziej pożądane zaraz po ustąpieniu dna cyklu, tak żeby załagodzić siłę wzrostu.